# コカ・コーラボトラーズジャパンホールディングス
コカ・コーラボトラーズジャパンホールディングス株式会社は、本店を東京都港区に置く「コカ・コーラ」のボトラーを傘下に持つ持株会社である。関東地方・新潟県・山梨県・東海地方・南東北・近畿地方・中国地方・四国地方・九州地方（沖縄県を除く）を統括するコカ・コーラボトラーズジャパンを完全子会社としており、1都2府35県をカバーしている。

## 概要

### 統合2社の生い立ち
日本の清涼飲料メーカーは、少子高齢化などの影響で成長が見込めにくい上、同業他社との経営競争が激しい為、経営基盤を強化することを念頭に統合や合併などを繰り返してきた。特に日本のコカコーラボトラーは1990年代以降、効率化やコスト削減などの目的から、日本国内のボトラー間でも再編の機運が高まった。その中でコカ・コーライーストジャパンとコカ・コーラウエストは、各地に点在していたボトラーの合併を繰り返して誕生した。
コカ・コーライーストジャパンは、2013年7月1日に、関東・東海地方を営業基盤とするコカ・コーラボトラー4社（コカ・コーラ セントラル ジャパン（初代）、東京コカ・コーラボトリング〈東京〉、三国コカ・コーラボトリング〈埼玉・群馬・新潟〉、利根コカ・コーラボトリング〈千葉・茨城・栃木〉）の経営を持株会社方式で統合。神奈川・山梨・静岡の3県を担当していた富士コカ・コーラボトリングと、愛知・岐阜・三重の東海3県を担当していた中京コカ・コーラボトリングが、2001年6月に統合し誕生した「コカ・コーラ セントラルジャパン（初代）」が他の3社を株式交換で完全子会社化するとともに、セントラルジャパン（初代）の事業部門を新設会社の「コカ・コーラ セントラルジャパン（2代目）」に新設分割。持株会社となったセントラルジャパン（初代）が、社名を「コカ・コーライーストジャパン」に変更し誕生。2015年4月1日には、仙台コカ・コーラボトリングを株式交換方式により事業統合し、南東北（宮城・山形・福島）が担当区域に加わり、現在に至る。
コカ・コーラウエストは、福岡・佐賀・長崎の九州北部を担当していた北九州コカ・コーラボトリングが1999年7月1日に中国地方（広島・鳥取・島根・岡山・山口）を担当していた山陽コカ・コーラボトリングを合併して商号変更したコカ・コーラウエストジャパンが母体。2005年には、近畿地方の京阪神地域（大阪・京都・兵庫）を担当していた近畿コカ・コーラボトリングとその子会社で近畿東南部（奈良・滋賀・和歌山）を担当していた三笠コカ・コーラボトリングと包括的な業務提携契約を結ぶことで合意し、2006年7月1日に、コカ・コーラウエストジャパンが持株会社化したコカ・コーラウエストホールディングスの傘下になる形で経営統合した。この統合により近畿地方・中国地方・九州北部を管轄する巨大ボトラーとなり、事業規模でもサントリーに次ぐ国内清涼飲料販売第2位となる。2009年1月1日、北九州・山陽・近畿のボトラー子会社3社を吸収合併し、コカ・コーラウエストに商号変更して一般事業会社となった。さらに2013年には九州中南部（熊本・大分・宮崎・鹿児島）を担当していた南九州コカ・コーラボトリングを統合、2015年には四国（香川・徳島・愛媛・高知）を担当する四国コカ・コーラボトリングを完全子会社とする。これにより、近畿・中四国・九州（沖縄を除く）の西日本22府県を統括するコカ・コーラボトラーとなった。また、2010年には青汁で知られる食品加工品会社・キューサイを買収・子会社化した。

### 統合までの経緯
2016年4月26日にコカ・コーライーストジャパンとコカ・コーラウエストの両社が経営統合に向けた協議を開始することに合意。その後、2016年9月30日に、2017年4月1日付で持株会社『コカ・コーラボトラーズジャパン』の下で経営統合することが正式に発表された。統合後のグループ売上高は約1兆円と、サントリー食品インターナショナルの国内事業売上高を抜いて首位となる。これにより、1都2府35県をカバーし売上高1兆円、国内のコカ・コーラ商品の9割を網羅する巨大ボトラーグループが誕生する。
統合の形式については、コカ・コーラウエスト（初代）がコカ・コーライーストジャパンを株式交換により完全子会社にし、且つ自社事業は会社分割により設立する子会社の新CCW設立準備株式会社に承継させ、自身は持株会社となることとした。同時にコカ・コーラウエスト（初代）が「コカ・コーラボトラーズジャパン」へ、新CCW設立準備株式会社が「コカ・コーラウエスト（二代）」へ商号変更する。「コカ・コーラボトラーズジャパン」の本社機能は東京に、本店はコカ・コーラウエストの本社所在地である福岡県福岡市に置き、福岡に本店を置く企業としては、九州電力、トヨタ自動車九州に次ぐ3社目の1兆円企業となっていた。取締役は代表取締役2名を含む9名で構成し、2社にザ コカ・コーラカンパニーを加えた3社がバランス良く取締役候補者を選出することとされた。
2016年10月26日には米コカ・コーラとキリンホールディングスが資本業務提携を行い、その一環でキリンホールディングスが統合会社に出資することを検討しているとの報道がされた。両者とも提携に向けた協議を進めている事実は認めたものの、2017年2月13日にキリンホールディングスから協議を終了したことが発表されている。
2017年2月24日付で米国証券取引委員会にForm F-4を提出。国際財務報告基準に基づく両社の財務諸表（当時は両社とも日本基準）や、日本語では開示されていないコカ・コーライーストジャパン、コカ・コーラウエスト、日本コカ・コーラ、ザ コカ・コーラ カンパニー4社間で締結されたCAPITAL AND BUSINESS ALLIANCE AGREEMENT（資本業務提携契約）が開示されている。特にCAPITAL AND BUSINESS ALLIANCE AGREEMENTはある種の株主間協定といえるもので、ザ コカ・コーラ カンパニーがその持株比率に応じてExecutive Director（業務執行取締役）や監査等委員である取締役を指名できる権限を有することが記載されている。
2017年4月1日、経営統合が実施され、持株会社となった「コカ・コーラボトラーズジャパン」の傘下に、コカ・コーライーストジャパンとコカ・コーラウエスト（二代）が置かれる体制となった。「コカ・コーラボトラーズジャパン」の代表取締役社長にはコカ・コーラウエスト（初代）の社長であった吉松民雄が就任（留任）し、代表取締役副社長　最高財務責任者(CFO) 兼ゼネラルマネジャー トランスフォーメーションにはコカ・コーライーストジャパンの副社長執行役員であったヴィカス・ティク（ザ コカ・コーラカンパニーのアジアパシフィックグループ最高財務責任者（CFO）などを歴任）が就任した。
この結果、日本におけるコカコーラのボトラーは、コカ・コーラボトラーズジャパンの他、いずれも、地元の企業・団体などが出資した事実上のフランチャイズボトラーとして、北海道を担当する北海道コカ・コーラボトリング、青森県・岩手県・秋田県の北東北3県を担当するみちのくコカ・コーラボトリング、富山県・石川県・福井県・長野県の北信越4県を担当する北陸コカ・コーラボトリング、沖縄県を担当する沖縄コカ・コーラボトリングの5社体制となった。

### 統合後の経緯
2018年1月1日付で、「コカ・コーラボトラーズジャパン」の商号を「コカ・コーラボトラーズジャパンホールディングス」へ変更した他、コカ・コーライーストジャパンを存続会社として、コカ・コーラウエスト並びに四国コカ･コーラボトリングを吸収合併した上で、コカ・コーライーストジャパンの商号を「コカ・コーラボトラーズジャパン（二代）」へ変更した。
2018年2月13日、2017年度の決算発表とともに、2018年度決算から日本基準に代えて国際財務報告基準（IFRS）の適用を開始することを発表。
2019年2月14日、代表取締役の異動と取締役会体制の変更を発表。3月26日付でコカ・コーライーストジャパンの社長を務めていたカリン・ドラガンが代表取締役社長に、コカ・コーラボトラーズジャパン執行役員財務本部長のビヨン・ウルゲネスが代表取締役副社長兼最高財務責任者に就任するとともに、取締役体制を大幅に変更。さらに、45歳以上の従業員を対象とした希望退職プログラムを実施することを発表し、4月16日付で950名が同プログラムにより退職することが発表された。
経営体制変更後、新経営陣の下で中長期の事業戦略を見直すことを明らかにし、2019年8月7日に、2024年までの中期計画を発表するとともに、2017年4月の経営統合時に発生したのれん61,859百万円全額の減損損失を計上することを発表した。
2020年3月、本店を福岡から東京都港区に移転。
2020年12月15日、飲料事業に特化するため子会社のキューサイを、Q-Partners(株式会社アドバンテッジパートナーズがサービスを提供するファンド、株式会社ユーグレナ、東京センチュリー株式会社により組成される買収目的会社)に企業価値420億円で譲渡することを発表。2021年2月1日付で譲渡を完了し、約120億円の株式譲渡益を計上した。

## 沿革

### コカ・コーライーストジャパン
- 2013年7月1日　関東・東海地方を営業基盤とするコカ・コーラボトラー4社（コカ・コーラ セントラル ジャパン（初代）、東京コカ・コーラボトリング、三国コカ・コーラボトリング、利根コカ・コーラボトリング）の統合によりコカ・コーライーストジャパン発足。
- 2014年
  - 1月1日　製造子会社4社をコカ・コーライーストジャパンプロダクツ株式会社に統合[26]。
  - 3月31日　三国ワイン株式会社をスペインのCVNE Excellar社に譲渡[27]。
  - 7月1日　物流子会社3社、機器メンテナンス子会社4社をコカ・コーライーストジャパンプロダクツ株式会社に統合[28]。
- 2015年
  - 1月1日　旧ボトラー社（コカ・コーラ セントラル ジャパン（二代）、東京コカ・コーラボトリング、三国コカ・コーラボトリング、利根コカ・コーラボトリング）をコカ・コーライーストジャパンに吸収合併[29]。
  - 4月1日　仙台コカ・コーラボトリングを株式交換方式により事業統合[30]。FVイーストジャパン株式会社発足にともない、コカ・コーラ社製品および他社製品を取り扱う自動販売機オペレーター事業等を行う子会社8社を統合[31][32]。
- 2016年
  - 1月1日 - 仙台コカ・コーラボトリングを吸収合併・仙台社の子会社4社をCCEJ子会社2社に統合[33]。
  - 10月1日 - コカ・コーライーストジャパンプロダクツ株式会社を吸収合併[34]。

### コカ・コーラウエスト（初代）
- 1960年12月 - 福岡市にて、日米飲料株式会社として設立。
- 1963年3月 - 日米飲料株式会社から日米コカ・コーラボトリング株式会社に商号変更。
- 1973年7月 - 日米コカ・コーラボトリング株式会社から北九州コカ・コーラボトリング株式会社に商号変更。
- 1999年7月 - 山陽コカ・コーラボトリング株式会社を吸収合併し、北九州コカ・コーラボトリング株式会社からコカ・コーラウエストジャパン株式会社（CCWJ）に商号変更。
- 2001年4月 - 三笠コカ・コーラボトリング株式会社（三笠CCBC）の株式を取得し、子会社化。
- 2006年7月 - 会社分割により完全子会社（新）コカ・コーラウエストジャパン株式会社（新CCWJ）を設立し、同時に（旧）コカ・コーラウエストジャパン株式会社からコカ・コーラウエストホールディングス株式会社（CCWH）に商号変更。そして、株式交換により近畿コカ・コーラボトリング株式会社（近畿CCBC）を完全子会社化（実質的にCCWJと近畿CCBCの共同持株会社設立による経営統合）。
- 2007年4月 - 南九州コカ・コーラボトリング株式会社と資本業務提携。第三者割当増資により株式を取得し、同社を持分法適用関連会社化。
- 2009年1月1日 - 子会社であるCCWJ、近畿CCBC、三笠CCBCの3社を吸収合併し、コカ・コーラウエストに商号変更。
- 2010年8月30日 - 青汁で知られる食品メーカーキューサイを買収することを発表[5]。
- 2013年4月1日 - 株式交換により、南九州コカ・コーラボトリング株式会社を完全子会社とする[35]。
- 2014年1月1日 - 南九州コカ・コーラボトリング株式会社を吸収合併。
- 2015年4月 - 四国コカ・コーラボトリングを完全子会社とする[4]。これにより、近畿・中四国・九州の西日本22府県を統括するコカ・コーラボトラーになる。
- 2016年1月1日 - 完全子会社でミネラルウォーター専業のコカ・コーラウエスト大山プロダクツを吸収合併、同時に会社分割によって大山社の事業を製造子会社のコカ・コーラウエストプロダクツに移管[36]。

### コカ・コーラボトラーズジャパンホールディングス
- 2016年
  - 4月26日 - コカ・コーラウエストとコカ・コーライーストジャパンが経営統合で基本合意したと発表。
  - 9月30日 - 2017年4月1日にコカ・コーラウエストを持株会社化して「コカ・コーラボトラーズジャパン」とし、東西2社が統合することを発表。
- 2017年
  - 2月6日 - 「コカ・コーラボトラーズジャパン」の役員人事が発表される。
  - 2月24日 - 米国証券取引委員会にForm F-4を提出。
  - 3月22日 - コカ・コーラウエストの定時株主総会で株式交換契約の承認決議
  - 3月22日 - コカ・コーライーストジャパンの定時株主総会で株式交換契約の承認決議
  - 4月1日 - コカ・コーラウエストがコカ・コーライーストジャパンを完全子会社化した上で、持株会社「コカ・コーラボトラーズジャパン株式会社」となる。これと同時に、コカ・コーラウエスト（初代）の事業を引き継いだ新CCW設立準備株式会社が「コカ・コーラウエスト株式会社」（二代）となる。コカ・コーラボトラーズジャパンとザ コカ・コーラカンパニー及び日本コカ・コーラとの間のボトラー契約が発効し、コカ・コーラボトラーズジャパンがコカ・コーラウエスト、コカ・コーライーストジャパン、四国コカ・コーラボトリングの3社へボトラー事業を委任する形態となる[37]。
- 2018年
  - 1月1日 - 商号を「コカ・コーラボトラーズジャパン」から「コカ・コーラボトラーズジャパンホールディングス株式会社」へ変更。同時にコカ・コーライーストジャパンを存続会社として、コカ・コーラウエスト（二代）、四国コカ・コーラボトリング、コカ・コーラウエストプロダクツ、コカ･コーラウエスト販売機器サービス、および、コカ・コーラビジネスソーシングを吸収合併した上で、コカ・コーライーストジャパンの商号を「コカ・コーラボトラーズジャパン」（二代）へ変更[17]。
- 2019年
  - 3月26日 - 代表取締役社長にカリン・ドラガンが就任[38]。
- 2020年
  - 3月 - 本店所在地を福岡から東京都港区へ移転。
  - 7月 - 福岡証券取引所での上場を廃止。
- 2021年
  - 2月 - 子会社キューサイを売却。